# خوان بيكمان فيدال
خوان بيكمان فيدال (بالإسبانية: Juan Beckmann Vidal)‏ هو شخصية أعمال مكسيكي، ولد في 1940 في مدينة مكسيكو في المكسيك.